# Heavy Pettin
Gli Heavy Pettin sono un gruppo heavy metal formatosi a Glasgow, Scozia, nel 1981.

## Storia
Formati nel 1981 dalle ceneri dei Weeper, una band di Glasgow (formatasi a sua volta nel 1975), dal batterista Gary Moat, il chitarrista Gordon Bonnar ed il bassista Brian Waugh, gli Heavy Pettin esordirono ad un concerto di supporto alla band Cuban Heels ai Virgin Megastore di Glasgow. Il nome venne ispirato dal disco degli UFO No Heavy Petting del 1976. La prima demo della band venne pubblicata nello stesso 1981, ed era composta da tre tracce: "Love Times Love", "Speed Kills" e "Hell Is Beautiful". Queste interessarono la piccola label Neat Records (etichetta di NWOBHM band come Venom, Raven, Jaguar e Tygers of Pan Tang) con cui firmarono un contratto a breve termine e con cui pubblicheranno il primo singolo Roll the Dice. Altre etichette si interessarono alla band di Glasgow, ma infine il quintetto non si lascerà scappare un contratto con la major label Polydor Records. Ancora prima di pubblicare un full-length, gli Heavy Pettin parteciparono al Reading Festival nel luglio '83 con Black Sabbath, Marillion, Stevie Ray Vaughan, Suzi Quatro, Anvil, Magnum, Mama's Boys e Lee Aaron.
L'album di debutto Lettin Loose venne pubblicato nell'ottobre 1983 e prodotto da Brian May, chitarrista dei Queen. Venne poi rivelato che fu la prima volta che May produsse un album per un'altra band. A seguire gli scozzesi supporteranno nel 1984 band come Kiss e Ozzy Osbourne nei loro tour britannici.
Gli Heavy Pettin si ripresentarono nel 1985 con il disco Rock Ain't Dead.
Parteciparono poi al Metal Hammer Fest a Loreley (Germania) al fianco di note band come Nazareth, Venom, Metallica, Wishbone Ash, Savage Grace, Running Wild, Pretty Maids e Warlock.
Tornarono sulle scene tre anni dopo di supporto ai Magnum. Il declino della band iniziò quando nel 1987 parteciparono al "Eurovision Song Contest 1987" con la traccia "Romeo". Fallita la nomination, la Polydor scaricò la band. I Pettin però avevano già registrato il materiale del terzo album con la major. Il disco Big Bang venne pubblicato solo successivamente per la FM Revolver nel 1989, appena dopo lo scioglimento della band che avvenne nel 1987.
L'anno successivo Steve Hayman divenne un candidato a prendere parte al superprogetto Dirty White Boy con il chitarrista Earl Slick, tuttavia verrà infine scelto l'ex cantante dei Giuffria David Glen Eisley.
Dopo vari progetti individuali, Hayman riassemblò la vecchia formazione nel 1998, pubblicando la raccolta di demo Demos '98 l'anno seguente. Il gruppo tornò in piena attività, e nel 2000 diedero alla luce il live album Heart Attack Live.
Il gruppo pubblicò altre due raccolte, Pettology (2006) e Prodigal Songs (2007), continuando l'attività.

## Formazione
- Hamie (Steve Hayman) - voce
- Punky Mendoza - chitarra
- Gordon Bonnar - chitarra
- Brian Waugh - basso
- Gary Moat - batteria

## Discografia

### Album in studio
- Heavy Pettin/Lettin Loose (1983)
- Rock Ain't Dead (1985)
- Big Bang (1989)

### Live
- Heart Attack Live (2000)

### Raccolte
- Demos '98 (1999)
- Pettology (2006)
- Prodigal Songs (2007)